# Près du sol
Près du sol  est un roman d'Émile Guillaumin paru en 1906.

## Éditions
Près du sol est le premier roman écrit par Guillaumin. Il commence à le rédiger en 1900, puis l'abandonne pour écrire La Vie d'un simple. Il le reprend ensuite et l'achève en 1904. Le succès de La Vie d'un simple lui avait ouvert les portes de La Revue de Paris à laquelle il donne son manuscrit. Le directeur de la revue, Louis Ganderax demande à Guillaumin des corrections que ce dernier accepte d'apporter. Le texte paraît en feuilleton en 1905, puis est publié par Calmann-Lévy en 1906. Il est publié ensuite en feuilletons dans plusieurs revues (et sous le titre Martyre de jeune fille dans Le Petit Ardennais). En 1926, Calmann-Lévy envisage une nouvelle édition, mais Guillaumin révise alors son texte, que l'éditeur refusera de publier. La version de 1926 ne sera éditée qu'en 1979.
- « Près du sol. 1ère partie », La Revue de Paris, 1er octobre 1905, p. 449-489
- « Près du sol. 2ème partie », La Revue de Paris, 15 octobre 1905, p. 726-766
- « Près du sol. 3ème partie », La Revue de Paris, 1er novembre 1905, p. 75-108
- « Près du sol. Fin », La Revue de Paris, 15 novembre 1905, p. 395-429
- Près du sol, Paris, Calmann-Lévy, 1906, 324 p.
- Près du sol, présentation de Suzanne Souchon, édition revue et corrigée, Bassac (Châteauneuf-sur-Charente), Plein Chant, coll. « Voix d'en bas », 1979, 230 p.
- Près du sol, Issoire, Éditions ACVAM, 2009

### Source
- Suzanne Souchon, « Présentation », Près du sol, Plein Chant, 1979, p. 7-12

## Filmographie
- Maria Vaureil, téléfilm français de Philippe Pilard, avec Sabine Haudepin, diffusé le 7 mai 1982 sur FR3